# Труд (Херсонская область)
Труд (укр. Труд) — село в Новониколаевской сельской общине Скадовского района Херсонской области Украины. В 2022 году, во время вторжения России на Украину, село было захвачено. На данный момент находится под оккупацией ВС РФ.
Население по переписи 2001 года составляло 247 человек. Почтовый индекс — 75710. Телефонный код — 5537. Код КОАТУУ — 6524781506.

## Население и этнический состав
По данным переписи населения Украины 2001 года распределение населения по родному языку было следующим (в % от общей численности населения): украинский — 94,74 %; русский — 4,86 %; белорусский — 0,40 %.